# Paul Piany
Pas d'image ? Cliquez ici

a Compétitions nationales et continentales officielles uniquement.

Paul Piany, né le 14 janvier 1909 à Saint-Claude (Jura) et mort le 7 mars 1996 à Salon-de-Provence (Bouches-du-Rhône), est un joueur français de rugby à XV et de rugby à XIII dans les années 1930. Il occupe le poste de pilier.
Originaire du Jura venu sur Lyon, Il intègre la grande équipe de rugby à XIII d'avant-guerre de Roanne qui domine le Championnat de France en 1934 et remporte le titre de 1939 aux côtés de Jean Dauger, Max Rousié et René Arotca. Sa carrière est alors interrompue par la Seconde Guerre mondiale.

## Biographie

### Enfance, jeunesse et débuts en rugby à XV à Saint-Claude
Paul Marcel Piany naît le 14 janvier 1909 à Saint-Claude dans le département français du Jura. Son père, Antoine Piany (né le 23 janvier 1878 à Saint-Maurice) est maréchal-ferrant, et sa mère, Élisabeth Gros (née le 22 août 1883 à Saint-Claude et décédée le 24 juillet 1967 dans la même ville), est diamantaire. Il a une sœur : Henriette (1806-1975). P. Piany épouse Louise Agard (1912-2011) le 11 juin 1938 à Lyon.

### Paul Piany prend part à la création de l'US Lyon-Villeurbanne qui remporte la Coupe de France lors de sa saison inaugurale
Composition de l'US Lyon-Villeurbanne  :
Durant l'été 1934, le club de l'US Lyon-Villeurbanne, dont le président d'honneur est le maire de Villeurbanne, est créé et reçoit son affiliation officielle de la Ligue française de rugby à XIII nouvellement créée. Plusieurs noms de joueurs sont cités, dans un premier temps de Charles Mathon, aux côtés d'Henri Marty et P. Piany, suivis plus tard de Robert Samatan, René Barnoud et Gustave Genevet. Par la qualité de leur groupe, l'US Lyon-Villeurbanne, surnommé « les hommes de Mathon », devient rapidement une des meilleures équipes du Championnat de France de rugby à XIII créé cette année-là. L'US Lyon-Villeurbanne termine à une encourageante troisième place pour sa première saison d'existence et effectue un parcours sans faute en Coupe de France. Il bat le RC Roanne 13-0 en quart-de-finale puis s'impose face au leader du Championnat, le S.A. Villeneuve de Max Rousié 13-12, en demi-finale à Bordeaux. P. Piany prend part à de nombreuses rencontres au cours de la saison. L'US Lyon-Villeurbanne se qualifie ainsi pour la première finale de Coupe de France et est opposé au redoutable XIII Catalan. La finale est disputée dans des conditions météorologiques déplorables, avec un déluge de pluie. Le XIII Catalan mène 7-0 avant que C. Mathon marque un essai pour les siens. Puis l'US Lyon-Villeurbanne donne du relief au score pour remporter le premier trophée de son histoire, s'adjugeant la Coupe de France 22-7,.

### Fin de vie
Il meurt le 7 mars 1996 à Salon-de-Provence dans les Bouches-du-Rhône.

## Palmarès
- Collectif :
  - Vainqueur du Championnat de France : 1939 (Roanne).
  - Vainqueur de la Coupe de France : 1935 (Lyon-Villeurbanne) et 1938 (Roanne).

### Détails en club
| Saison    | Saison               | Championnat           | Championnat | Coupe           | Coupe      |
| Saison    | Saison               | Comp.                 | Class.      | Comp.           | Class.     |
| --------- | -------------------- | --------------------- | ----------- | --------------- | ---------- |
| 1934-1935 | US Lyon-Villeurbanne | Championnat de France | 3e          | Coupe de France | Vainqueur  |
| 1935-1936 | US Lyon-Villeurbanne | Championnat de France | 1/2 finale  | Coupe de France | 1/4 finale |
| 1936-1937 | US Lyon-Villeurbanne | Championnat de France | 5e          | Coupe de France | 1/4 finale |
| 1937-1938 | RC Roanne            | Championnat de France | 1/2 finale  | Coupe de France | Vainqueur  |
| 1938-1939 | RC Roanne            | Championnat de France | Champion    | Coupe de France | 1/4 finale |

### L'Encyclopédie de Treize Magazine
1. 1 2 3  Passamar 1984, p. 37.